# Scapania macroparaphyllia
Scapania macroparaphyllia là một loài rêu trong họ Scapaniaceae. Loài này được T. Cao, C. Gao & J. Sun mô tả khoa học đầu tiên năm 2004.